# قناة الإمارات
قناة الإمارات وكانت تُسمى أبوظبي الإمارات قناة متخصصة ببرامج وأفلام ومسلسلات مما يتناسب وذوق الأسرة الإماراتية والخليجية وهي إحدى القنوات التابعة لشبكة أبو ظبي للإعلام الشركة التي استحوذت عليها عام 2009 وأحدثت نقلة نوعية في برامجها ومسلسلاتها وتعتبر القناة إحدى أكثر القنوات الخليجية متابعة في الخليج العربي.

## بداية البث
- كانت القناة تبث بجودة 240p و480p في عام 2008م.
- وبدأ البث بجودة FHD 1080p في عام 2014م عندما بدأ البث بالقمر الإماراتي ياه سات A1.

## بداية التطوير
بداية التطوير كان في عام 2000م عندما بدأ البث التجريبي في أول ايّام عيد الفطر وكان يحمل تردد جديد على قمر عرب سات a2 وكان شعار القناة يحمل صورة صقر ومكتوب تحته الإمارات واستمر حتى عام 2008م.

## التطوير الثاني
في عام 2007م عندما استحوذت شبكة أبو ظبي للإعلام قناة الإمارات تم تغير اسم القناة إلى أبوظبي الإمارات ما بين 2008م-2009م تقريباً واستمر حتى تاريخ 21 مارس 2015 قبل الانطلاقة الجديدة بيوم.

## الانطلاقة الجديدة
في يوم 22 مارس 2015 في بداية اليوم بدأ الانطلاقة الجديدة لشبكة أبو ظبي للإعلام بتطور جديد وشعار جديد وجودة البث أفضل عن السابق. تحت اسم قناة الإمارات أو تلفزيون الإمارات تحت شعار «البيت متوحد» لتكون القناة الرسميّة في دولة الإمارات العربية المتحدة.

## برامج القناة
- روائع التبيان
- حديث الجمعة

## أنظر أيضًا
- شبكة أبو ظبي للإعلام
- قناة أبوظبي
- أبوظبي الرياضية
- الإعلام في الإمارات

## وصلات خارجية
www.adtv.ae